# Mejba
La mejba ou medjba est un impôt par tête en vigueur en Tunisie entre le XVIIe siècle et 1913. Sa valeur exorbitante en fait la première rentrée fiscale du pays jusqu'à sa suppression sous le protectorat français. Elle est à l'origine du soulèvement du pays en 1864.

## Création
La mejba est instituée pour la première fois par Othman Dey au XVIIe siècle sans qu'on sache véritablement à quelle type d'imposition elle correspond. Étymologiquement, le terme mejba est de la même racine que gibaya (arabe : جباية) dont le sens primitif est « recueillir ». Le terme désignerait donc par extension ce que le pouvoir collecte au titre des impôts. Elle constituerait en principe l'ensemble des recettes fiscales du pouvoir central dans une localité ou une région déterminée.

## Réforme de 1856
Le système fiscal est réformé en 1856 sous Mohammed Bey, onzième bey de la dynastie husseinite. La mejba devient un impôt de capitation dont la valeur s'élève à 36 piastres par an et qui est dû par tous les sujets de sexe masculin ayant atteint l'âge de la puberté. 
« Quand on sait que le journalier agricole touchait quotidiennement 0,80 piastres, la mejba représentait donc 45 jours de travail d'un ouvrier dans le cas, bien entendu, où ce dernier pouvait trouvait de l'embauche durant toute l'année […] La mejba fut désormais l'impôt qui procurait au trésor, les recettes les plus importantes : 9 700 000 piastres, sur un budget total de 22 950 000, au milieu du XIXe siècle. »
Afin d'éviter l'opposition des membres les plus influents du pays qui pourraient protester contre le principe de capitation qui est interdit par le Coran, les habitants des cinq plus grandes villes de Tunisie — Tunis, Sfax, Sousse, Monastir et Kairouan — sont exemptés.
D'autres exemptions sont prévues concernant les fonctionnaires du bey, les dignitaires religieux, les étudiants et les soldats. Malgré cela, la mejba devient vite la plus importante source de revenus du pouvoir. En 1861, elle représente ainsi 42 % des rentrées fiscales.

## Réforme de 1864
Pour compenser l'endettement vertigineux du pays, Sadok Bey décide de doubler le taux de la mejba. Le décret du 22 mars 1864 la transforme en impôt progressif. Les contribuables sont classés en six catégories en fonction de leur fortune auxquelles on applique la mejba qui varie de 36 à 108 piastres. En outre, il est décidé une capitation moyenne de 72 piastres au niveau de chaque caïdat. Face à de tels abus, les tribus se soulèvent, emmenées par Ali Ben Ghedhahem. La révolte est matée dans le sang et le pays complètement ruiné par les exactions des armées du bey.
Le doublement de la mejba est finalement rapporté en 1867. Son montant est même diminué à 25 piastres pour les plus pauvres et augmenté à 1 000 piastres pour les plus riches.

## Réforme de 1869
Face à la banqueroute du pays, une nouvelle réforme fiscale supprime la progressivité de la mejba en fonction de la fortune du contribuable. Le décret du 4 octobre 1869 porte le montant de la mejba à quarante piastres, en étalant cette augmentation sur quatre ans. Des décrets ultérieurs précisent les nombreuses catégories de la population qui sont exonérées :
- Habitants des cinq plus grandes villes (décret du 25 mai 1871)[7] ;
- Étudiants assidus à leurs études (décret du 25 mai 1871)[7] ;
- Militaires (décret du 25 mai 1871)[7] ;
- Infirmes (décret du 25 mai 1871)[7] ;
- Khalifas et cheikhs (décret du 30 août 1871)[8] ;
- Imams prédicateurs des villes et amines des vivres (décret du 14 octobre 1871)[8] ;
- Janissaires des consulats (décret du 11 juillet 1872)[8] ;
- Habitants de Sidi Bou Saïd (décret du 23 décembre 1872)[8] ;
- Contribuables absents de la régence (décret du 13 mai 1874)[9] ;
- Caïds et khalifats hors fonctions, mais munis d'un décret de nomination (décret du 3 décembre 1877)[9].

## Instauration du protectorat français
Lors de l'instauration du protectorat en 1881, les administrateurs français se gardent bien de modifier le système d'imposition tout en reconnaissant son caractère injuste. La mejba ne concernant que les sujets tunisiens, les colons français qui commencent à arriver en grand nombre en sont dispensés.
Les premiers budgets publiés par le gouvernement révèlent que la mejba représente plus de 21 % des rentrées fiscales en 1885, un pourcentage qui grimpe à près de 25 % en 1890.
Le décret du 1er juillet 1891 remplace l'ancienne monnaie beylicale, la piastre, par le franc tunisien au taux d'une piastre pour 0,60 francs, ce qui porte la mejba à 24 francs soit 27,15 francs, frais de perception compris.
Conscient de la forte impopularité de cet impôt, le gouvernement décide de réduire son montant à 22 francs le 1er janvier 1893 puis à vingt francs le 1er janvier 1894, soit 22,50 francs, frais de perception compris ; sa part dans les recettes fiscales s'élève alors à 17 %.
Le décret du 15 juin 1902 rattache à la mejba la « taxe des routes », une taxe qui avait remplacé les anciennes corvées, ce qui porte son montant à 25,85 francs.
La suppression de cet impôt demeure la principale revendication des représentants tunisiens à la Conférence consultative tunisienne, qui se heurtent à l'opposition des représentants français qui craignent un report des charges sur leurs compatriotes. Même le nouveau résident général de France en Tunisie Gabriel Alapetite reconnaît le caractère injuste de cette taxe en déclarant en 1907 que la Tunisie est « un pays où des fellahs, qui couchent sur la terre, grattent le sol avec des charrues en bois et n'ayant d'autres trésors que quelques moutons, paient un impôt de capitation contre lequel le paysan français le plus cossu se révolterait ». Il décide de réduire son montant à 18 francs en 1910 mais l'augmentation d'autres charges réduit à néant la diminution espérée.

## Suppression de la mejba
Les délégués français finissent par céder à cette forte pression. Le 14 novembre 1913, ils signent une motion demandant la suppression de la mejba et son remplacement par un autre impôt payable par tous les contribuables, colons compris.
C'est chose faite par le décret du 29 décembre 1913 qui remplace la mejba par une taxe personnelle appelée ada al-istitan. Celle-ci est due par toute personne de sexe masculin domiciliée en Tunisie et âgée de plus de vingt ans ; seuls les soldats tunisiens et français en sont dispensés. Elle est augmentée à quinze francs le 1er janvier 1922 avant d'être supprimée le 24 décembre 1936.